# Francesc Llorens i Martín
Francesc Llorens i Martín (Barcelona, 1914 – ?, ?) fou un industrial català. Va ser nomenat alcalde de Mollet del Vallès des del 15 de juny de 1958 fins al 7 de gener de 1963.
Va néixer a Barcelona l'any 1914. Juntament amb el seu pare i els seus tres germans tenien una fàbrica d'embotits a Mollet del Vallès, fundada l'any 1925, amb despatx comercial a Barcelona.
Provinent de la Falange, va ser regidor del 1943 al 1949 durant el consistori municipal de Ramon Negre i Pou, i posteriorment, fou president de la Comissió de Governació, delegat del Mercat de Proveïments (1949-1955), i delegat local del Ministeri d'Informació i Turisme (1956). Fou nomenat alcalde de Mollet del Vallès el 15 de juny de 1958.
Durant el seu mandat, fou inaugurada la segona emissora de ràdio Mollet, amb motiu de la celebració de la Santa Missió, el 30 de setembre de 1962. La ràdio estigué en funcionament fins al 23 de juliol de 1967. També s'inaugurà el monument a Maria Santíssima. Per altra banda, l'ajuntament va afrontar els desperfectes materials causats per la riuada del 1962, sobretot a l'agricultura i les indústries situades a la vora del riu Besós. La tempesta, que durà entre una hora i mitja i tres hores, va deixar una precipitació de 163 l/m². A l'hivern següent, les nevades a tota Catalunya també ocasionaren pèrdues materials al municipi, amb una temperatura mínima que va estar al voltant dels -10 °C.
A principis de l'any 1963, va presentar la seva dimissió al governador civil per raons familiars.